# 沃尔夫冈·克勒夫
沃尔夫冈·克勒夫（德語：Wolfgang Kleff，1946年11月16日—），德国前男子足球运动员，场上位置是守门员。他曾代表西德国家队参加1974年国际足联世界杯，结果队伍获得冠军。